# Favières (Meurthe-et-Moselle)
Favières település Franciaországban, Meurthe-et-Moselle megyében. Lakosainak száma 581 fő (2022. január 1.). Favières Battigny, Dolcourt, Gélaucourt, Gémonville, Lalœuf, Saulxerotte, Selaincourt, Tramont-Émy, Tramont-Saint-André, Vandeléville, Aroffe és Harmonville községekkel határos.

## Népesség
A település népességének változása:
| Lakosok száma | 606  | 543  | 533  | 568  | 609  | 600  | 591  | 597  | 600  | 581  |
|               | 1968 | 1982 | 1990 | 2006 | 2013 | 2015 | 2017 | 2019 | 2020 | 2022 |